# Listă de partide politice franceze
Franța are un sistem politic multipartid: unul în care numărul partidelor politice concurente este suficient de mare încât să facă aproape inevitabil ca, pentru a participa la exercitarea puterii, orice partid trebuie să fie pregătit să negocieze cu unul sau mai multe alte partide. în vederea formării de alianțe electorale și/sau acorduri de coaliție.
Partidele politice franceze dominante sunt, de asemenea, caracterizate printr-un grad vizibil de facționism intrapartid, făcând din fiecare dintre ele efectiv o coaliție în sine.
Până de curând, guvernul Franței a alternat între două coaliții destul de stabile:
- Una de centru-stânga, condusă de Partidul Socialist și partenerii săi mai mici precum Verzii sau Partidul Radical al Stângii.
- Una de centru-dreapta, condusă de Republicani (și anterior de predecesorii săi, Uniunea pentru o Mișcare Populară, Adunarea pentru Republică) și de Uniunea Democraților și Independenților.

Acest lucru s-a întâmplat până la alegerile prezidențiale din 2017, când Emmanuel Macron de la noua formațiune centristă La République En Marche! a înfrânt-o pe Marine Le Pen de la partidul de dreapta Adunarea Națională în turul 2. Aceasta a fost prima dată când un al treilea partid a câștigat președinția, precum și prima dată când niciuna dintre coalițiile majore nu a apărut în turul doi al alegerilor prezidențiale. Aceasta a fost urmată la scurt timp de o victorie semnificativă pentru LREM la alegerile legislative din 2017, câștigând o majoritate de 350 de locuri. Ambele coaliții tradiționale au suferit înfrângeri majore.
La alegerile prezidențiale din 2022, același scenariu s-a repetat, Emmanuel Macron fiind din nou victorios. Ambele partide tradiționale (Partidul Socialist și Republicanii) au obținut mai puțin de 5% fiecare, La France Insoumise a lui Jean-Luc Mélenchon apărând drept partidul de stânga dominant, ocupându locul al treilea în primul tur.
Adunarea Națională (anterior cunoscut ca Frontul Național până la schimbarea numelui în 2018) a înregistrat succese semnificative și la alte alegeri. Din 2014, partidul s-a impus ca un partid major în Franța, terminând pe primul loc la alegerile europene din 2014 și 2019, precum și la alegerile locale din 2015, deși partidul nu a reușit să câștige guvern în nicio regiune din cauza ultimei alianțe dintre coalițiile de centru-stânga și de centru-dreapta din Hauts-de-France și Provence-Alpes-Côte d'Azur.

## Partide alese

### Partide majore reprezentate la nivel național
| Nume | Nume                             | Abr | Coaliție națională | Lider              | Deputați  | Senatori  | Membrii în PE | Președinția consiliilor regionale | Președinția consiliilor departamentale | Poziție politică           | Ideologie |
| ---- | -------------------------------- | --- | ------------------ | ------------------ | --------- | --------- | ------------- | --------------------------------- | -------------------------------------- | -------------------------- | --- |
|      | Renaissance                      | RE  | Ensemble Citoyens  | Stanislas Guerini  | 153 / 577 | 17 / 348  | 11 / 74       | 1 / 17                            | 2 / 101                                | Centru                     | Liberalism,Pro-europenism |
|      | Republicanii (vezi și UMP & RPR) | LR  | Grupul LR          | Christian Jacob    | 58 / 577  | 138 / 348 | 7 / 74        | 7 / 17                            | 44 / 101                               | Centru-dreapta             | Creștin democrație, Gaulism                                                                                                  |
|      | Adunarea Națională               | RN  | Nu are             | Marine Le Pen      | 89 / 577  | 2 / 348   | 20 / 74       | 0 / 17                            | 0 / 101                                | Extrema dreaptă            | Naționalism francez, Conservatorism național, Suveranism, Protecționism, Populism de dreapta, Anti-imigrație, Euroscepticism |
|      | Partidul Socialist               | PS  | NUPES              | Olivier Faure      | 27 / 577  | 63 / 348  | 2 / 74        | 5 / 17                            | 27 / 101                               | Centru-stânga              | Social democrație |
|      | La France Insoumise              | FI  | NUPES              | Jean-Luc Mélenchon | 69 / 577  | 0 / 348   | 5 / 74        | 0 / 17                            | 0 / 101                                | Stânga spre extrema stângă | Socialism democratic, ecosocialism, populism de stânga, ecologism, alter-globalization, euroscepticism ușor                  |

### Alte partide reprezentate la nivel național
| Nume                | Nume                                   | Abr          | Coaliție națională               | Lider                                   | Deputați | Senatori | Membrii în PE | Președinția consiliilor regionale | Președinția consiliilor departamentale | Poziție politică                                | Ideologie |
| ------------------- | -------------------------------------- | ------------ | -------------------------------- | --------------------------------------- | -------- | -------- | ------------- | --------------------------------- | -------------------------------------- | ----------------------------------------------- | --- |
|                     | Teritoriile Progresului                | TDP          | LREM                             | Xavier Iacovelli                        | 14 / 577 | 4 / 348  | 1 / 74        | 0 / 17                            | 0 / 101                                | Centru-stânga                                   | Liberalism social, Social democrație, Pro-europenism                                                                    |
|                     | Mișcarea Democrată                     | MoDem        | Ensemble Citoyens                | François Bayrou                         | 46 / 577 | 6 / 348  | 5 / 74        | 0 / 17                            | 1 / 101                                | Centru spre centru-dreapta                      | Liberalism, Liberalism social, Creștin democrație                                                                       |
|                     | En Commun                              | EC           | LREM                             | Philippe Hardouin                       | 4 / 577  | 0 / 348  | 0 / 74        | 0 / 17                            | 0 / 101                                | Centru-stânga                                   | Politică verde |
|                     | Partidul Radical                       | RAD          | Ensemble Citoyens, LT            | Laurent Hénart, Sylvia Pinel            | 4 / 577  | 19 / 348 | 1 / 74        | 0 / 17                            | 0 / 101                                | Centru                                          | Liberalism, Pro-europenism                                                                                              |
|                     | Partidul Comunist Francez              | PCF          | GDR, NUPES                       | Pierre Laurent                          | 12 / 577 | 18 / 348 | 0 / 74        | 0 / 17                            | 0 / 101                                | Stânga                                          | Comunism, euroscepticism ușor                                                                                           |
|                     | Agir                                   |              | Ensemble Citoyens, Agir ensemble |                                         | 6 / 577  | 6 / 348  | 1 / 74        | 0 / 17                            | 0 / 101                                | Centru spre centru-dreapta                      | Liberalism, Liberalism social, Creștin democrație                                                                       |
|                     | Partidul Stângii                       | PG           | NUPES                            | Eric Coquerel, Danielle Simonnet        | 21 / 577 | 0 / 348  | 5 / 74        | 0 / 17                            | 0 / 101                                | Stânga                                          | Socialism democratic, populism de stânga, ecologism, alter-globalization, euroscepticism ușor                           |
|                     | Centriștii                             | LC           | LT                               | Hervé Morin                             | 1 / 577  | 9 / 348  | 1 / 74        | 0 / 17                            | 0 / 101                                | Centru spre centru-dreapta                      | Centrism, Liberalism conservator, Creștin democrație                                                                    |
|                     | Alianța Centristă                      | AC           | LREM                             | Philippe Folliot                        | 0 / 577  | 3 / 348  | 1 / 74        | 0 / 17                            | 0 / 101                                | Centru                                          | Centrism, Liberalism |
|                     | Noii Democrați                         | ND           | EELV                             | Aurélien Taché Émilie Cariou            | 1 / 577  | 0 / 348  | 0 / 74        | 0 / 17                            | 0 / 101                                | Centru-stânga                                   | Liberalism social, Social democrație, Ecologism                                                                         |
|                     | Soyons libres                          | SL           | LR                               | Valérie Pécresse                        | 2 / 577  | 2 / 348  | 0 / 74        | 1 / 17                            | 1 / 101                                | Centru-dreapta                                  | Conservatorism liberal, Gaulism, Liberalism economic, Pro-europenism                                                    |
|                     | Partidul Radical al Stângii            | PRG          | Nu are                           | Guillaume Lacroix                       | 1 / 577  | 2 / 348  | 0 / 74        | 0 / 17                            | 2 / 101                                | Centru-stânga                                   | Liberalism social, Pro-europenism                                                                                       |
|                     | Partidul Ecologist                     | PE           | LREM                             | François de Rugy                        | 1 / 577  | 1 / 348  | 0 / 74        | 0 / 17                            | 0 / 101                                | Centru-stânga                                   | Politică verde, Liberalism verde, Ecologism, Liberalism social, Federalism european                                     |
|                     | Forța Democrată Europeană              | FED          | MoDem, LREM                      | Jean-Christophe Lagarde                 | 0 / 577  | 4 / 348  | 0 / 74        | 0 / 17                            | 0 / 101                                | Centru-dreapta                                  | Centrism, Liberalism social, Pro-europenism, Creștin democrație                                                         |
|                     | Mouvement des citoyens                 | MDC          | UDI                              | Jean-Marie Alexandre                    | 0 / 577  | 1 / 348  | 0 / 74        | 0 / 17                            | 0 / 101                                | Stânga                                          | Social democrație, Suveranism                                                                                           |
|                     | Reconquête                             | R!           | SOC                              | Éric Zemmour                            | 0 / 577  | 0 / 348  | 4 / 74        | 0 / 17                            | 0 / 101                                | Extrema dreaptă                                 | Conservatorism național, Anti-imigrație, Gaulism, Euroscepticism ușor                                                   |
|                     | Orizonturi                             |              | Nu are                           | Édouard Philippe                        | 29 / 577 | 0 / 348  | 1 / 74        | 0 / 17                            | 0 / 101                                | Centru-dreapta                                  | Conservatorism liberal                                                                                                  |
|                     | Ensemble!                              |              | NUPES                            | Nu are                                  | 5 / 577  | 0 / 348  | 0 / 74        | 0 / 17                            | 0 / 101                                | Stânga                                          | Socialism, Ecosocialism, Alter-globalisation                                                                            |
|                     | Mișcarea Progresiștilor                | MdP          | Grupul FI                        | Robert Hue                              | 0 / 577  | 1 / 348  | 0 / 74        | 0 / 17                            | 0 / 101                                | Stânga                                          | Socialism democratic |
|                     | Place Publique                         | PP           | EDS                              | Raphaël Glucksmann                      | 0 / 577  | 0 / 348  | 2 / 74        | 0 / 17                            | 0 / 101                                | Centru-stânga                                   | Social democrație, Pro-europenism                                                                                       |
|                     | Debout la France                       | DLF          | Nu are                           | Nicolas Dupont-Aignan                   | 1 / 577  | 0 / 348  | 0 / 74        | 0 / 17                            | 0 / 101                                | Dreapta spre extrema dreaptă                    | Naționalism francez, Gaulism, Conservatorism național, Suveranism, Euroscepticism, Republicanism, Conservatorism social |
|                     | Libertate Ecologie Fraternitate        | LEF          | Nu are                           |                                         | 0 / 577  | 0 / 348  | 0 / 74        | 0 / 17                            | 0 / 101                                | Centru-stânga                                   | Politică verde |
|                     | Patrioții                              | LP           | Nu are                           | Florian Philippot                       | 0 / 577  | 2 / 348  | 0 / 74        | 0 / 17                            | 0 / 101                                | Dreapta spre extrema dreaptă                    | Euroscepticism, Suveranism, Populism, Statism, Drepturile animalelor                                                    |
|                     | Stânga Republicană și Socialistă       | GRS          | Nu are                           | Emmanuel Maurel, Marie-Noëlle Lienemann | 0 / 577  | 1 / 348  | 1 / 74        | 0 / 17                            | 0 / 101                                | Stânga                                          | Socialism, Euroscepticism, Statism, Intervenționism economic                                                            |
|                     | Mișcarea Cetățenilor și Republicanilor | MRC          | Nu are                           | Jean-Luc Laurent                        | 0 / 577  | 0 / 348  | 0 / 74        | 0 / 17                            | 0 / 101                                | Stânga                                          | Gaulism, Suveranism, Socialism democratic, Protecționism, Euroscepticism ușor                                           |
|                     | Résistons!                             |              | Nu are                           | Jean Lassalle                           | 0 / 577  | 0 / 348  | 0 / 74        | 0 / 17                            | 0 / 101                                | Centru                                          | Ruralism, Umanism, Localism, Suveranitate                                                                               |
|                     | Initiative démocratique de gauche      |              | Nu are                           |                                         | 0 / 577  | 0 / 348  | 0 / 74        | 0 / 17                            | 0 / 101                                | Centru-stânga                                   | Social democrație |
|                     | Ecologia Europeană – Verzii            | EELV         | NUPES                            | David Cormand                           | 16 / 577 | 10 / 348 | 9 / 74        | 0 / 17                            | 0 / 101                                | Centru-stânga spre stânga                       | Politică verde |
| Generația Ecologică | GE                                     | NUPES        | Delphine Batho                   | 2 / 577                                 | 0 / 348  | 0 / 74   | 0 / 17        | 0 / 101                           | Centru                                 | Politică verde, Ecologie integrală, Ecofeminism | |
|                     | La Force du 13                         | LFD13        | Nu are                           | Jean-Noël Guérini                       | 0 / 577  | 2 / 348  | 0 / 74        | 0 / 17                            | 0 / 101                                | Stânga                                          | Social democrație |
|                     | Stânga Modernă                         | LGM          | UDI                              | Jean-Marie Bockel                       | 0 / 577  | 1 / 348  | 0 / 74        | 0 / 17                            | 0 / 101                                | Centru                                          | Liberalism social |
|                     | Génération citoyens                    | GC           | Nu are                           | Jean-Marie Cavada                       | 0 / 577  | 1 / 348  | 0 / 74        | 0 / 17                            | 0 / 101                                | Centru-dreapta spre dreapta                     | Liberalism social |
|                     | Démocratie et République               |              | Nu are                           |                                         | 0 / 577  | 1 / 348  | 0 / 74        | 0 / 17                            | 0 / 101                                |                                                 | |
|                     | Mouvement libéral et modéré            | MLM          | Nu are                           | Philippe Adnot                          | 0 / 577  | 1 / 348  | 0 / 74        | 0 / 17                            | 0 / 101                                |                                                 | |
|                     | Noul Acord                             | ND           | Nu are                           | Arnaud Lelache & Aline Mouquet          | 0 / 577  | 0 / 348  | 1 / 74        | 0 / 17                            | 0 / 101                                | Centru-stânga spre stânga                       | Progresism, Federalism european, Keynesianism                                                                           |
|                     | Cap Écologie                           | Cap écologie | LREM                             | Corinne Lepage                          | 0 / 577  | 0 / 348  | 1 / 74        | 0 / 17                            | 0 / 101                                | Centru spre centru-stânga                       | Ecologism, Liberalism verde, Politică verde                                                                             |
|                     | Génération.s                           |              | NUPES                            | Benoît Hamon                            | 4 / 577  | 0 / 348  | 0 / 74        | 0 / 17                            | 1 / 101                                | Centru-stânga spre stânga                       | Social democrație, Socialism democratic                                                                                 |